# Маленький Цезарь
«Маленький Цезарь» (англ. Little Caesar) — первый звуковой гангстерский фильм в истории, поставленный Мервином Лероем по одноимённому роману У. Р. Бёрнетта. Премьера состоялась 9 января 1931 г. Заглавную роль исполнил Эдвард Г. Робинсон. Номинант на премию «Оскар» за «Лучший адаптированный сценарий» (Фрэнсис Эдвард Фараго, Роберт Н. Ли)
«Маленький Цезарь» — один из трёх фильмов (наряду с «Врагом общества» и «Лицом со шрамом»), которыми Голливуд откликнулся на разгул преступности в годы Великой депрессии.
В 2000 году включён в Национальный реестр фильмов, обладая «культурным, историческим или эстетическим значением».
По версии Американского института кино картина занимает ряд мест:
24-е место списка мужчин 100 звёзд (Эдвард Г. Робинсон)
38-е место в списке злодеев списка 100 героев и злодеев (Цезарь Энрико Банделло)
73-е место в списке 100 киноцитат («Матерь милосердная, это конец Рико?»)
9-е место в списке «10 лучших гангстерских фильмов» 10 фильмов из 10 жанров.

## Сюжет
«Возврати меч свой в его место, ибо все взявшие меч с мечом погибнут.»
— Евангелие от Матфея, 26:52
Мелкие преступники Цезарь Энрико «Рико» Банделло (Эдвард Г. Робинсон) и его друг Джо Массара (Дуглас Фэрбенкс-младший) переезжают в Чикаго в поисках удачи, после того как прочитали в газете в придорожном кафе о том, что уголовный мир выразил уважение Даймонду Питу Монтане, известному, в отличие от них, уголовнику. Они присоединяются к банде Сэма Веттори (Стэнли Филдс), в которой кроме него состоят ещё семеро -водитель Антонио «Тони» Пасса (Уильям Коллиер), Отеро (Джордж Э. Стоун) («Мал, да удал»), Бэт Кэрилло, Кэр Паппет, Кидд Би и Скэбби. Банделло получает прозвище «Маленький Цезарь» становится телохранителем босса.
Джо, которого больше интересует слава и женщины, хочет быть танцором, его партнёршей в ночном клубе «Бронзовый павлин» становится Ольга Стасофф (Гленда Фаррелл). Ей не нравится, что партнёр носит с собой небольшой пистолет, тот постепенно отходит от дел банды. В игорном доме Маленького Арни Лорча владельца вызывает Веттори, вскоре прибывает и Пит Монтана с сообщением от Биг-Боя. Арни выгоняет Маленького Цезаря, тот, оскорблённый, чуть не хватается за оружие, но его останавливает Веттори. Монтана говорит быть осторожными с МакКлюром, новым шефом уголовной полиции, Биг-Бой приказывает залечь на дно на несколько месяцев. Монтана говорит Цезарю быть полегче с пушкой, тот в это время обращает внимание на драгоценности гангстера, Арни же советует тому носить в кармане соску.
Джо опаздывает на собрание банды. Цезарь самовольно составляет план по ограблению «Бронзового павлина», что не нравится Веттори. Банделло заставляет друга участвовать в ограблении собственного места работы. Бандиты рассматривают план босса, Отеро говорит робеющему Тони Пасо, что Цезарь классный парень.
В Новый год клуб посещает Элвин МакКлюр. Ровно в полночь начинается ограбление. Несмотря на приказ главы мафии Биг-Боя избегать кровопролития Цезарь убивает шефа полиции и подгоняет Тони быстрее заводить машину. Джо сообщает Ольге об убийстве, та просит его порвать с бандой, но он понимает, что дороги назад нет. Узнав, что Цезарь убил именно МакКлюра, у Веттори не хватает духа снова отсчитать расхрабрившегося Банделло, грозящегося уйти в случае порицания. У Тони сдают нервы, он бросает автомобиль и сбегает. В логово банды приходит сержант Флаэрти (Томас Джексон) с двумя полицейскими, Банделло успевать спрятаться с мешком денег в замаскированном под стену укрытии. Служители закона, обнаружившие автомобиль и получившие описание Тони, уходят ни с чем. Цезарь решает разобраться с Пасо и лично делит выручку, Веттори никто не поддерживает. и он отдаёт бразды правления в руки недавнему телохранителю.
Миссис Пасса беспокоится о пьющем сыне, он вспоминает, как пел псалмы в церкви у отца Макнилла, плача, они обнимаются, после чего сын отправляет мать в постель. на следующий день Отеро зовёт Тони прийти за своей долей, но тот отказывается и идёт к Макмиллу, хотя узнаёт, что Рико хочет убить его. Отеро докладывает об этом Цезарю, который убивает сообщника на ступенях церкви. Рико забирает долю убитого. Банда присутствует на пышных похоронах шефа полиции, участвуя в траурной процессии. Флаэрти следит за Цезарем.
Банда пышно праздует День рождения нового босса, Скэбби дарит Рико шикарные часы на цепочке, тот фотографируется для газеты впервые за 15 лет. Ему замечают, что Джо давно нет. Банкет посещает Флаэрти, сообщающий, что кто-то украл часы с бриллиантами, разбив витрину. Цезарь вертит подарок перед замолкшими гостями.
Арни Лорч в беседе с Биг-Боем (Сидни Блэкмер) решает устранить быстро растущего конкурента, пока тот не поглотил его бизнес, Джо подслушивает разговор и передаёт его по телефону Отеро. На Цезаря устраивается покушения, стреляют из Томпсона из глаза коровы, изображённой на логотипе молочного фургона, тот ранен в плечо. Мафиози быстро окружает толпа, Флаэрти грозится однажды арестовать гангстера. Отеро оправдывается перед боссом, тот решает убить Арни.
Банда проникает в дом Лорча, Цезарь вынуждает того уехать из города, тот отправляется в Детройт. В газетах пишут: «Мистер Арни Лорч, владелец игорного дома в Норт-Сайде, только что отбыл в Детройт, где намеревается провести лето, Его сопровождали два друга, посетившие город с кратким визитом.» Цезарь красуется перед зеркалом во фраке, встав на стол, и слушает похвалы от Отеро. В конечном итоге Биг-Бой приглашает Цезаря, сообщает, что с Питом Монтаной покончено, и отдаёт тому северную часть Чикаго. Мечта Маленького Цезаря осуществляется — он занимает место в верхах преступного синдиката.
«Рико продолжал заботиться о себе, своих волосах и своём стволе — с превосходными результатами.»
Разбогатевший Цезарь бахвалится перед Отеро, метя на место Биг-Боя. Ему сообщают, что Флаэрти копает под Массара, пытаясь выяснить, как тот замешан в налёте на клуб. Друзья встречаются после разлуки, Рико беспокоит, что друг слишком много. знает о нём. Он предупреждает Джо, чтобы тот забыл об Ольге и присоединился к нему, в противном случае угрожая расправой, но тот отказывается уступить. Рико звонит Биг-Бою, сообщая, что у него на примете его друг, тот в это время уходит.
Ольга, узнав обо всём, понимая, что бежать бессмысленно, запирается и, игнорируя увещевания Массары, звонит сержанту Флаэрти, сообщая, что Джо готов сотрудничать. Ольга открывает двери, но на пороге оказываются Цезарь и Отеро. Тот надвигается на пару со слезами на глазах, но не решается на убийство друга и не даёт попасть Отеро, тот попадает Джо в плечо. Оба сбегают по пожарной лестнице. Тот не доносит на Цезаря, всё приходится говорить Ольге. Флаэрти оповещает полицию. Во время погонь Отеро получает смертельное ранение, Цезарь ускользает.
Веттори сообщают о том, что банду сдали, но тот отказывается бежать. Все оказываются арестованы. Рико платит 10 000 долларов старой владелице бакалеи, дабы получить укрытие в отодвигающейся стене.
«Прошли месяцы — карьера рико была подобна ракете, запущенной из канавы и вернувшейся туда.»
Отчаявшийся и одинокий Цезарь вмиг теряет всё и возвращается к тому, с чего начал, проживая в ночлежке с 15 центами за ночь. Из чтения газеты невольным соседом он узнаёт, что Веттори, выступивший свидетелем, был убит. Остальные члены банды были приговорены к смертной казни. Рико приходит в ярость, когда слышит, что Флаэрти назвал его трусом. Он звонит в полицию и в состоянии аффекта угрожает Флаэрти, что идёт за ним, сержант затягивает разговор, дабы отследить звонок — Ривер 6547, недалеко от торгового центра. Уловка сержанта с газетной статьёй срабатывает. Маленького Цезаря обнаруживают у рекламного щита Гранд-театра с дуэтом Джо и Ольги, тот прячется за ним и не желает сдаваться. Сержант прошивает укрытие насквозь из Томпсона, смертельно ранив гангстера. Флаэрти возвышается над поверженным врагом. Умирая, тот произносит: «Я говорил тебе, дружище, что не надо ставить на мне крест. Матерь милосердная, это конец Рико?»

## В ролях
- Эдвард Г. Робинсон — Цезарь Энрико «Рико» Банделло («Маленький Цезарь»)
- Дуглас Фэрбенкс-младший — Джоуи «Джо» Массара, друг Цезаря
- Гленда Фаррелл — Ольга Стасофф, танцовщица, девушка Джо
- Уильям Коллиер — Тони Пасса, водитель банды Веттори
- Сидни Блэкмер — Биг-Бой, главарь чикагской мафии
- Ральф Инс — Даймонд Пит Монтана, подручный Биг-Боя
- Томас Джексон — сержант Флаэрти
- Джордж Э. Стоун — Отеро, член банды Веттори
- Стэнли Филдс — Сэм Веттори, глава банды

## Восприятие
Американский кинокритик Джеральд Пири, в предисловии к книжному изданию сценария, характеризует Рико как «символ Депрессии, человека совершенно выбитого из колеи, одинокого и заброшенного».
Французский кинокритик Жак Лурселль сравнивая «Маленького Цезаря» с фильмом «Враг общества» отмечает, что Лерой создал портрет чудовищно жестокого человека, который жаждет не только денег, но и власти, известности и славы. «Его в большей степени губит гордыня, нежели жестокость».